# 鈴木健也
鈴木 健也（すずき けんや）は、日本の漫画家。

## 来歴
『コミックビーム』にて2005年にデビュー。初連載作品は『Fellows!』にて発表した『蝋燭姫』。
2021年6月19日から7月4日に東京・ビリケンギャラリーで開催されたグループ展「moinmoin2」に参加。
2021年12月20日に関税法違反（禁制品輸入）で愛知県豊田署に逮捕され、関税法違反・児童ポルノ単純所持の罪状にて起訴。全面的に非を認め、名古屋地裁岡崎支部から懲役1年2ヶ月、執行猶予3年の有罪判決が下された。控訴はせず、刑が確定した。

## 作品

### 連載
- 蝋燭姫（2008年 - 2010年、『Fellows!』、エンターブレイン、ビームコミックス、全2巻）
- おしえて! ギャル子ちゃん（2014年 - 、『ComicWalker』、メディアファクトリー、既刊5巻　2021年12月より連載休止および掲載ページ公開停止[6]）

### 読切
- 虫の味がする（『コミックビーム』2005年10月号）
- ジゼルとエステル（『コミックビーム』2005年12月号）
- 友達だなんて思ってないんだ（『コミックビームFellows!』Vol.1）
- ロズリーヌ・フラウの肖像（『コミックビーム』2007年5月号）
- 淑女はドレスに着替えない（『コミックビーム』2008年2月号）
- 少女というより痴女だった（『コミックビーム』2008年12月号）

上記の作品は全て短編集『寒くなると肩を寄せて』（2011年、『Fellows!』、エンターブレイン 、ビームコミックス）に収録。
- 大きな森 小さな園（『アオハル』0.99号）
- ひと殺しメシ（『コミプレ』2021年9月3日[7]）